# Janów (Łódź)
Janów [pronunciación en polaco: /ˈjanuf/] es un pueblo en el distrito administrativo de Gmina Biała Rawska, dentro del condado de Rawa, Voivodato de Łódź, en el centro de Polonia. Se encuentra a unos 8 kilómetros al sureste de Biała Rawska, a 23 kilómetros al este de Rawa Mazowiecka, y a 77 kilómetros al este de la capital regional Łódź.
El pueblo tiene una población de 50 habitantes.